# Sボート
Sボート、ドイツ語では「Schnellboot（シュネルボート）」と呼ばれるこの高速艇は、第二次世界大戦中にドイツ海軍が使用した高速戦闘艇である。イギリスではこの艇を指してEボートと呼称したが、これは「Enemy」にちなんだものであるが、"Eilboot"（アイルボート、急速艇を意味するドイツ語）の可能性もあるとされる。
Sボートは極めて高速の艦艇であり、40ノット以上で巡航でき、またその木製船体は磁気機雷原を無傷で横断可能であることを意味した。この艇は外洋によく適合し、また約700海里と、アメリカ海軍のPTボート（Patrol Torpedo boat）やイギリス海軍の高速魚雷艇（Motor Torpedo Boat）よりも相当に長距離の航続能力を備えていた。その結果、イギリス海軍もフェアマイルDの船体設計を用いてEボートに近い性能の高速魚雷艇を開発のうえ対抗した。シュネルボートは通商破壊などを行っており、Uボートに次ぐ戦果を挙げたと言われている。
現代のドイツにおいては、魚雷艇とミサイル艇を含めた高速戦闘艇全体をSchnellbootと呼ぶ。魚雷艇とミサイル艇を区別する必要がある場合は、前者をTorpedoschnellboot（魚雷高速艇）、後者をFlugkörperschnellboot（ミサイル高速艇）と表記する。
また、建造当初のアルバトロス級ミサイル艇のように艦対艦ミサイル発射機と対艦攻撃用の533 mm魚雷発射管を混載する高速戦闘艇についてはTorpedo-Flugkörperschnellboot（魚雷-ミサイル高速艇）と表記されることがある。

## 歴史

### 開発
ヴェルサイユ条約の結果、ドイツの軍備計画は非常に制限された。しかしながら、小型の警備艇はどのような拘束の対象にもされていなかった。Sボートの出自を辿れば私的なモーターヨットに行き着く。排水量22 t、速力34ノット、艇の名称は「オヘカ II」（英語版）であり、これは1927年、裕福な投資家で芸術家のパトロンでもあるオットー・カーン（ドイツ語版、英語版）のためにドイツの造船会社リュールセン（ドイツ語版、英語版）社が建造したものだった。
この設計が選択された理由は、こうしたボートが北海、英仏海峡、ウェスタンアプローチを作戦海域にすることが予期されたことによる。時化の海でも良好な性能が要望されることから、小型の高速艇で通常用いられる平底船底を用いた船体の代わりに、丸底船底の船体を用いることが指示された。リュールセン社はこうした船体の不利の多くを克服し、オヘカ IIを高速かつ強靱で航洋性のある艇として生産した。これはドイツ海軍の関心を惹き、1929年には2本の魚雷発射管を装備した類似の艇が発注された。この艇はS-1型となり、以後の全てのSボートの基礎となった。
S-1艇の試験後、ドイツ軍は設計上のいくつかの改善を行った。主舵の両側に追加された小さな舵は30度まで艇の外部方向へ角度を取ることができ、高速時にリュールセン効果として知られる状態を作り出した。これは3軸のプロペラのわずかな後方にエアーポケットを引き込み、これら推進器の効率を増強し、艦尾波を減少させ、また艇を水平に近い体勢に維持し続けることができた。艦尾の水平姿勢が幾分浮きがちになったため、これは重要な技術革新だった。より高速を出すことが容認され、また艦尾波の減少はSボートの視認を困難とした。特に夜間には難しいものとなった。

### ドイツ海軍での運用

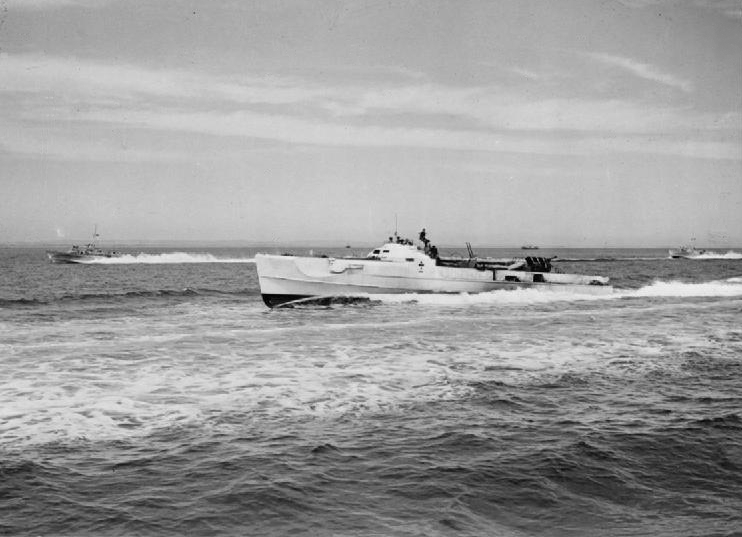
30ノットで航走するSボート。イギリス軍に投降した艇の画像

Sボートはしばしばバルト海の哨戒や、イギリスの南部と東部の港湾への海上輸送路を攻撃する命令により、英仏海峡の哨戒に用いられた。そうした経緯からSボート部隊は、イギリス海軍やイギリス連邦（特にノルマンディー上陸作戦に備えた王立カナダ海軍の兵力）のモーターガンボート、高速魚雷艇、モーターランチ、キャプテン級フリゲートや駆逐艦と対峙した。ノルマンディー上陸作戦の直前には、それに備えてイギリス南部で行われたタイガー演習 (1944年)を襲撃し、アメリカ海軍の戦車揚陸艦の撃破にも成功している（「タイガー演習 (1944年)#Sボートの来襲―ライム湾の海戦」参照）。
またSボートは少数が地中海へ移送された。独ソ戦の戦場となった黒海にも陸路と河川を用いて運ばれた。いくつかの小型のSボートが補助巡洋艦の艦載艇として建造された。
Sボートの勤務員は勤務によって高速魚雷艇戦闘章を得ることができた。勤務内容を示すこの記章には、Sボートが柏葉環を通過する様子が描かれていた。評価基準は善行、作戦行動中の功績、そして少なくとも12回の敵との戦闘に参加することだった。この記章はまた、成功した作戦への参加、リーダーシップの発露、作戦行動中の戦死にも授与された。また別の勲章が不適当であるとされるような特別な状況下にも、この記章の授与が可能だった。
Sボート第9戦隊は、オーバーロード作戦（ノルマンディー上陸作戦）の侵攻艦隊に対抗した最初の海軍部隊だった。この部隊は1944年6月6日の午前5時にシェルブール港を離れた。自身が侵攻艦隊の全兵力と直面していることを察知し、彼らは最大射程で魚雷を発射し、シェルブールに帰投した。
第二次世界大戦中、Sボートは101隻の商船を撃沈し、その総計は214,728トンに達する。加えて、これらの艇は12隻の駆逐艦、11隻の機雷掃海艇、8隻の揚陸艦、6隻のMTB、魚雷艇1隻、機雷敷設艦1隻、潜水艦1隻、数隻の商業用舟艇を撃沈した。Sボートはまた、2隻の巡洋艦、5隻の駆逐艦、3隻の揚陸艦、1隻の工作艦、1隻の海軍タグボート、そして非常に多数の商船を損傷させた。Sボートによる機雷敷設は37隻の商船の喪失をもたらし、総計は148,535トンに達する。また駆逐艦1隻、機雷掃海艦2隻、4隻の揚陸艦が沈没した。
彼らの任務を表彰し、Sボートの勤務員のうち23名が騎士鉄十字章を、112名がドイツ十字章金章を授与されている。

### イタリア海軍のMSボート

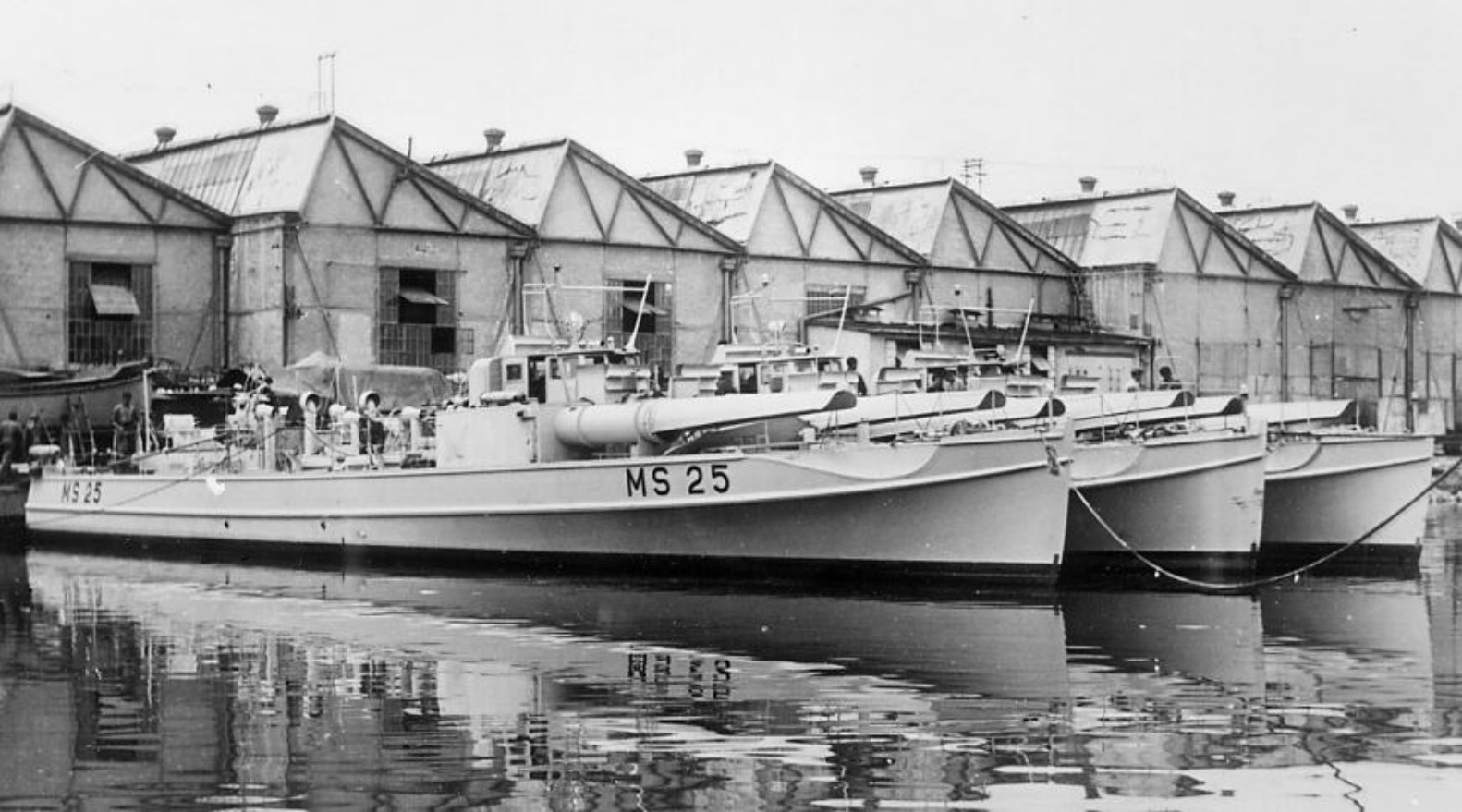
イタリア海軍のMSボート MS25他

MASボートの航洋性の不足から、イタリア海軍はSボートの自軍バージョンを建造した。これは単にMS（Motoscafo Silurante）と呼ばれた。試作艇は、1941年にユーゴスラビア海軍から鹵獲した6隻のドイツ製Sボートの様式を基に設計された。MSのうちの2隻は、イギリス軍巡洋艦「マンチェスター」を撃沈した。これは、この種の艦艇による第二次大戦中の撃沈戦果のうち、軍艦に対するものとしては最大級のものである。1942年9月3日、エジプトに進出した連合国軍の前線後方に、14人からなるイタリア海兵隊員の一団を潜入させるため、2隻のMSボートが使用された。捕えられるまでに海兵隊員は鉄道と水道を爆破した。1943年までにこれらの艇は36隻が完成した。
イタリア海軍では、MSを基本に速力を20ノット程度に抑えて航続距離を延伸し、装備を変更した派生型として、駆潜艇VAS（Vedette Anti Sommergibiliの略。魚雷兵装を45cm魚雷落射機2基に変更し、対潜爆雷を搭載）や機動掃海艇RDV（魚雷兵装を廃し、掃海具を搭載）が建造・配備されている。

### スペイン海軍での運用
スペイン内戦中、ドイツ海軍はスペイン海軍に6隻のSボートを供給しており、第二次世界大戦中には更に6隻を供給した。さらにリュールセン社のいくばくかの補助によってもう6隻がスペインで建造された。これらのうち「Falange」もしくは「Requeté」は機雷2個を敷設したが、これは1937年5月13日にアルメリア沖でイギリス軍の駆逐艦「HMSハンター」を無力化した。ドイツで建造されたボートは1960年代に廃棄され、少数のスペイン製魚雷艇のうち1隻が1970年代初期まで就役していた。

### 中国大陸のSボート
中国国民党海軍は日中戦争中に3隻のS-7 Sボートを保有した。1隻は日本軍の航空機に破壊され、1隻は喪失、最後の1隻は国共内戦中に中国人民解放軍に捕獲された。中国人民解放軍海軍はこの艇を警備艇として1963年まで使用した。中国国民党政府はまた、8隻のS-30 Sボートと魚雷艇輸送船を発注していたものの、1939年に、これらの船はドイツ海軍に編入された。

## 第二次世界大戦後の運用

### イギリス海軍
戦争終結時、34隻ほどのSボートがイギリスに投降した。「S-130」「S-208」「S-212」の3隻が試験のために残され、それぞれ「P5230」「P5208」「P5212」と改名された。1949年から1956年にかけてジャングル作戦が行われた。これはMI6とCIAおよびゲーレン機関が計画した連合作戦であり、海路によってソビエト連邦支配下のバルト三国およびポーランドへと工作員を潜入させるものだった。イギリス海軍の司令官アンソニー・コートニーは旧ドイツ海軍Sボートの船体が持つ潜在的な能力に感銘を受けており、また海軍情報部（NID）のジョン・ハーベイ＝ジョーンズは計画担当に任命されていた。彼は「P5230」と「P5208」の2隻のSボートが未だにイギリス海軍に保管されていることを探り出し、これらの艇をポーツマスに回航した。そこで2隻の内の1隻である「P5230」（S-130艇）は重量軽減の改修が行われ、さらに出力3,000馬力のネイピア デルティックエンジンが2基据え付けられて出力が増強された。
法的否認権の問題から、以前Sボートの艇長を務めていたハンス＝ヘルムート・クローゼおよびドイツ人搭乗員がSボートの乗員として採用された。彼らは英国管理委員会が設けた、水産業保護サービスの一環を偽装して活動した。これはソ連海軍の艦艇がドイツの漁船に干渉するのを防ぐ役割を果たし、また漂流した機雷を処理する役目を負っていた。彼らは母港キールをホワイト・エンサイン（イギリス軍艦旗）を掲げて出港し、途中で旗をスウェーデンの国旗に交換し、その後具体的な指示を受けることになっていた。作戦は1949年5月から1955年4月まで実施され、最後の2年間には西ドイツで新造された高速艇が用いられた。

### デンマーク王立海軍
1947年、デンマーク海軍は以前ドイツ海軍に在籍していた魚雷艇を12隻購入した。1951年、ノルウェー海軍から6隻を購入したことで、これらの艇はさらに増強された。最後のP568 Viben艇は1965年に退役した。

### ノルウェー王立海軍
第二次世界大戦後、ノルウェー海軍はドイツ海軍の魚雷艇を数隻受領した。1951年、6隻の魚雷艇がデンマークに売却された。

## 運用国
- ナチス・ドイツ
- 西ドイツ
- イタリア
- ブルガリア
- スペイン
- 中華民国
- イギリス
- デンマーク
- ノルウェー
- 中華人民共和国

## 残存艇
唯一残存したSボートは「S-130」であることが確認されている。2003年1月、ブリティッシュ・ミリタリー・パワーボート・トラストの後援の下で「S-130」艇は購入され、ドイツのヴィルヘルムスハーフェンからイングランドのサウサンプトンにあるマーチウッドの港へ曳航された。2004年、S-130はハイズの造船台に据えられ、ここでBMPTの管理により艇の準備が整えられた。それからこの艇はイングランドのプリマスにあるマッシュフォードの作業場まで牽引され、レストア資金を待ち受けることとなった。2008年、ケビン・フィートクロフトに購入された「S-130」艇はタマル川を越えて運ばれ、コーンウォールにあるサウスダウンの陸上に据えられた。これはロービング・コミッションズ社が関係するレストア作業を受けるためだった。2012年6月の段階でもこの作業は続けられており、関係者にはS130メンバーズクラブが参加している。
船体No.1030の「S-130」は、トラフェミュンデのシュリヒティング造艇場で建造されたもので、1943年8月21日に命令を受け、実戦投入された。参加作戦は前述の連合国軍のタイガー演習への攻撃、およびノルマンディー上陸作戦時の侵攻艦隊に対する攻撃である。
オランダの軍事史家であるモーリス・ラールマンによれば、

In 1945, S-130 was taken as a British war prize ( FPB 5030) and put to use in covert operations. Under the guise of the "British Baltic Fishery Protection Service", the British Secret Intelligence Service MI 6 ferried spies and agents into Eastern Europe. Beginning in May 1949, MI 6 used S-208, (Kommandant Hans-Helmut Klose) to insert agents into Lithuania, Latvia, Estonia, and Poland. The operations were very successful and continued under a more permanent organisation based in Hamburg. In 1952, S-130 joined the operation and the mission was enlarged to include signal intelligence (SIGINT) equipment. In 1954/55, S-130 and S-208 were replaced by a new generation of German S-boote.
「1945年、S-130は英国の戦利品となり(FPB 5030)、秘密作戦の任務に転用された。「英国バルト海水産業保護サービス」の外見の下で、英国の秘密情報機関であるMI6は諜報員や工作員を東欧へ輸送した。1949年5月初め、MI6はS-208艇を使用し（司令官ハンス・ヘルムート・クローゼ）、工作員をリトアニア、ラトビア、エストニア、そしてポーランドへ潜入させた。この作戦は非常な成功を収め、またハンブルクに拠点を置く、もっと常設的な機関の下で繰り返された。1952年、S-130艇は作戦に参加した。この任務はシグナル・インテリジェンス（SIGINT）の装備を含んで規模が拡大されていた。1954/1955年、S-130艇およびS-208艇は新しい世代のドイツ高速艇に代替された。」

1957年3月、S-130艇は新しく創設されたドイツ連邦海軍に復帰し、ナンバーUW10として運用された。当初は「ウンターヴァッサーヴァッフェンシューレ」（水中兵器学校）の軍務に従事し、機雷や魚雷など、水中兵器を水兵に教育する機材として用いられた。この艇は後に、呼称EF3として試験艇に転用された。
S-130艇はドイツのヴィルヘルムスハーフェンに展示されており、以前はハウスボートとして用いられていた。今日「S-130」はイングランドのフィートクロフト・コレクションによって購入され、コーンウォールのサウスダウンにてレストア作業を受けている。

## 各型
「シュネルボート」の時系列に沿った設計の進化。最初の艇は前甲板に魚雷発射管2基を備えた。

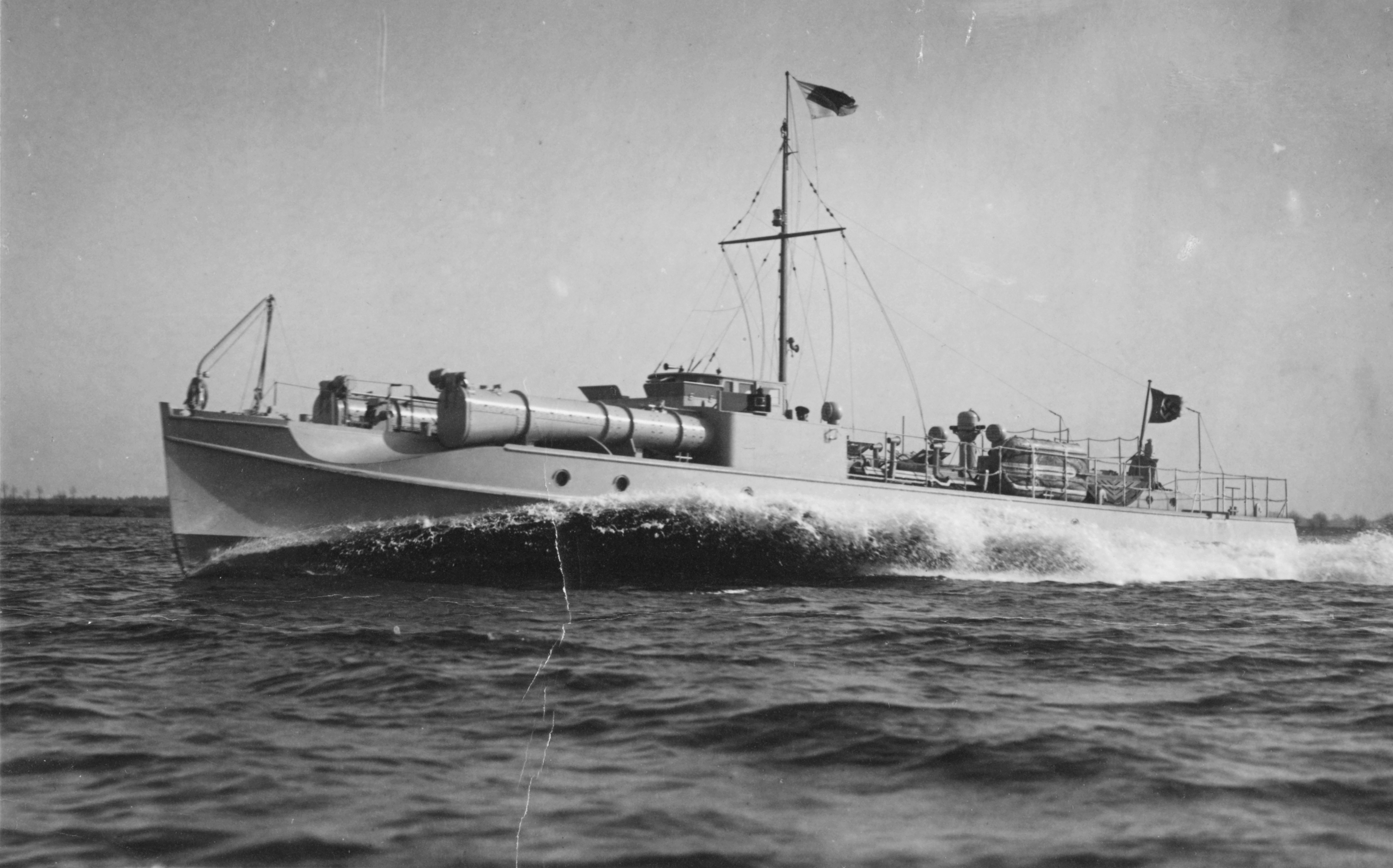
1930年代のSボート

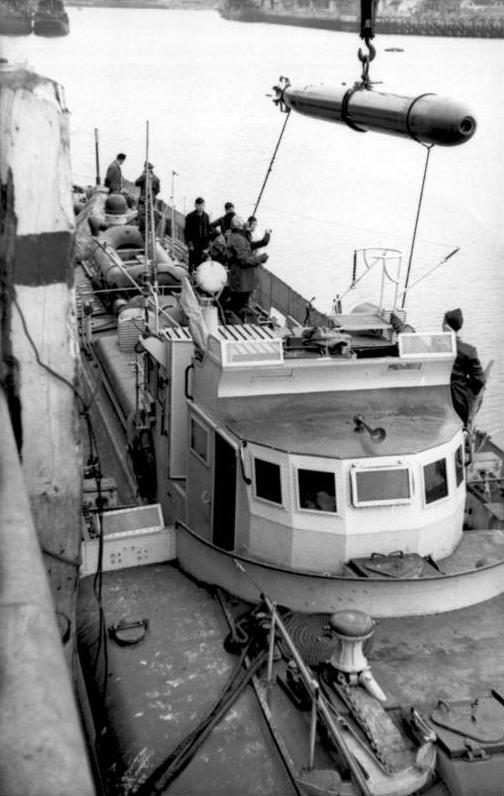
魚雷搭載作業中のS-38艇。

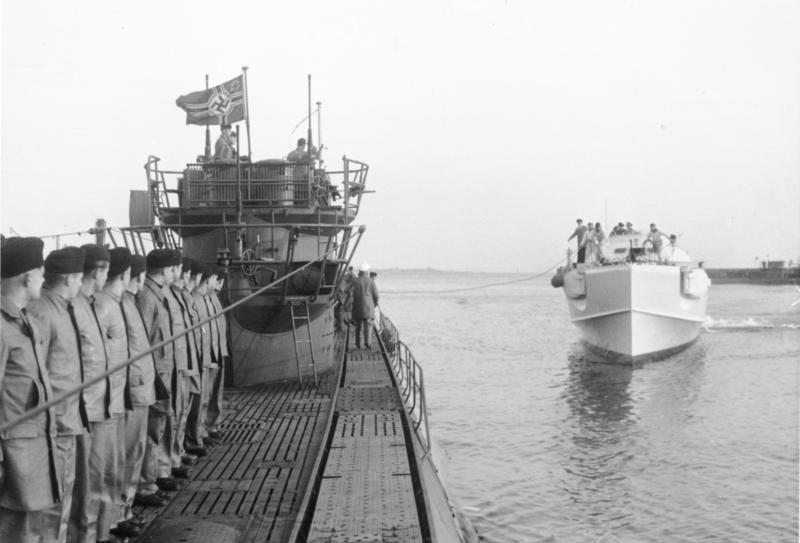
Sボートの前面。凌波性から前甲板が一段高められ、魚雷発射管が被覆された

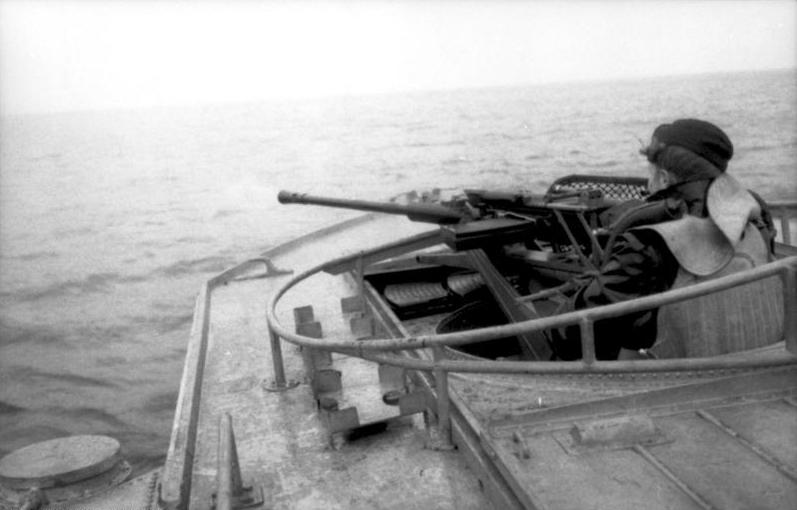
艇首の武装。2cm Flak C/30または2cm Flak C38を装備。

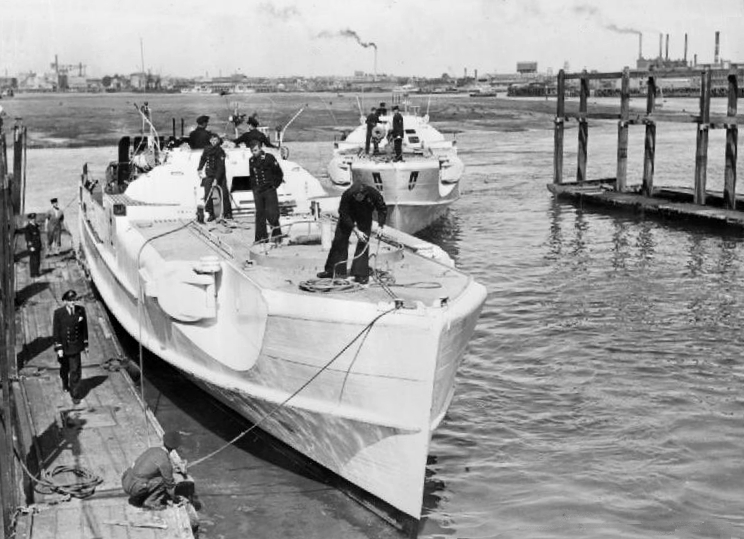
連合軍に投降したS-38b型Sボート。装甲操舵室を備える（1945年）

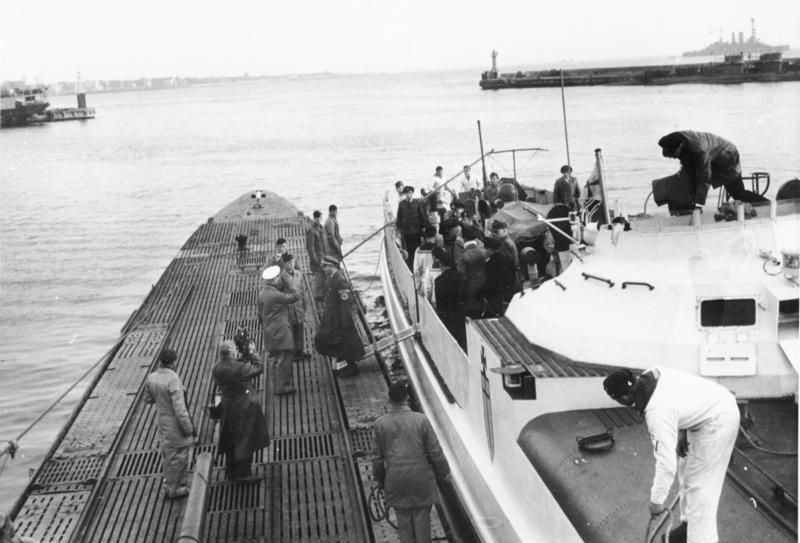
Uボートに接舷したS-100型のSボート。装甲化された操舵室周辺の様子が写されている

S-1型
リュールセン社で制作された試作艇。オヘカIIの設計を基礎としており量産はされていない。
排水量、満載51.6t、基準39.8t。
全長、26.85m
全幅、4.37m
吃水、1.40m
機関、3軸 ダイムラーベンツBF2ガソリンエンジン、2,700馬力。速力34.2ノット、航続距離は30ノットで350海里。
兵装、53.3cm魚雷発射管×2本と、艦載砲として2cm Flak C/30を1基搭載。
乗員、12名
S-2型
S-1を基礎とした最初期量産型のSボート。1931型Sボート（Schnellboot 1931）とも呼称される。前甲板と後甲板の高さに差が無く、前甲板上に2基の533mm魚雷発射管を搭載しているが、予備魚雷は搭載不能。対空兵装は後甲板に20mm機関砲を1門搭載するのみ。Sボート用ディーゼルエンジンの供給が間に合わなかったため、引火の危険性が高いガソリンエンジンを搭載している。4隻建造されてSボート部隊の戦術訓練に用いられ、第二次世界大戦勃発前の1936年にスペインへ売却された。
排水量、満載58t、基準46.5t
全長、27.94m
全幅、4.46m
吃水、1.45m
機関、3軸 ダイムラーベンツBF2ガソリンエンジン、3,000馬力。速力33.8ノット、航続距離は22ノットで582海里。
兵装、53.3cm魚雷発射管×2本と、2cm Flak C/30を1基搭載。
乗員、12
同型艦、S-2～S-5
S-6型
ドイツ海軍初の本格量産型Sボート。1933型Sボート（Schnellboot 1933）とも呼称される。操舵室の直後に高いマストを備えているのが特徴であるほか、エンジンはMAN製ディーゼルを搭載。8隻建造。これらの艇は1933年に最初に建造され、うち3隻が中華民国に売却された。
排水量、満載86t、基準75.8t
全長、32.36m
全幅、5.06m
吃水、1.36m
機関、3軸 MAN L7 19/30、3,960馬力。速力36.5ノット、航続距離は30ノットで600海里。
兵装、53.3cm魚雷発射管×2本と、2cm Flak C/30を1基搭載。
乗員、18
同型艦、S-6～S-13
S-14型
S-7型の改良型。1934型Sボート（Schnellboot 1934）とも呼称される。やや船体が大型化している。4隻が建造された。
排水量、満載105.4t、基準92.5t
全長、34.62m
全幅、5.26m
吃水、1.67m
機関、3軸 MAN L11ディーゼルエンジン、6,150馬力。速力37.7ノット、航続距離は32ノットで500海里。
兵装、53.3cm魚雷発射管×2本（魚雷4本）と、2cm Flak C/30を1基搭載。
乗員、18
同型艦、S-14～S-S-17
S-18型
S-7型及びS-14型の改良型。1937型Sボート（Schnellboot 1937）とも呼称される。ディーゼルエンジンをMAN製からより高性能なダイムラーベンツ製に変更している。8隻建造。
機関、3軸 ダイムラーベンツMB501ディーゼルエンジン、6,000馬力。速力39.8ノット、航続は35ノットで700海里
他はS14と同値
同型艦、S-18～S-25
以下は戦時型である。
S-30型
設計を手直しされた後期型。1939型Sボート（Schnellboot 1939）とも呼称される。従来のSボートが高速航行時に前甲板や操舵室に波をかぶりやすかったため、操舵室より前の前甲板を後甲板より一段高くしているのが、外見上の最大の特徴。これに伴い魚雷発射管は船体内蔵式となり、船体内部には2発の予備魚雷を搭載可能となった。16隻建造。
排水量、満載100t、基準78.9t
全長、32.76m
全幅、5.06m
吃水、1.47m
機関、3軸 ダイムラーベンツMB502ディーゼルエンジン、3,960馬力。速力36ノット、航続距離は30ノットで800海里。
兵装、53.3cm魚雷発射管×2本（魚雷4本）と、2cm Flak C/30を1基搭載。
乗員、24
同型艦、S-30～S-45
S-26型
S-30型の改良型。1939/1940型Sボート（Schnellboot 1939/1940）とも呼称される。1940年に就役した。
船体全長をS-30型の32.76mから、2m近く延長して34.94mとした型。これに伴い対空兵装の大幅強化が可能となった。
実質的なSボートの主力であり、これ以降に登場するS-38型やS-38b型（操舵室の装甲化）、S-100型（前甲板に20mm機関砲を追加）は基本的にS-26型の派生型である。
排水量、満載112t、基準92.5t
全長、34.94m
全幅、5.28m
吃水、1.67m
機関、3軸 ダイムラーベンツMB501ディーゼルエンジン、6,000馬力。速力39.0ノット、航続距離は35ノットで700海里。
兵装、53.3cm魚雷発射管×2本（魚雷4本）と、2cm Flak C/30を1基またはFlak C/38を2基搭載。
乗員、24
同型艦、S-26～S-29
S-38型
同上
同型艦、S-38～S-53
S-38b型
S-38型の改良型である。操舵室が装甲化された。艇尾にボフォース 40mm機関砲、2cm Flakなどを含む様々な兵装を備える。艇中央部にはMG34連装銃架を備えた。同型艦はS-54～S-61。
同型艦はS-62～S-100まで。
S-100型
1943年から。2cm Flak1基を艇首に備え、艇の中央部に連装2cm Flakを備える。艇尾には3.7cm砲を備える。同型艦はS-101～S-133。
S-151型
同型艦：S-134～S-138
タイプ700
戦争後期に提案された設計。艇尾に魚雷発射管を備え、前方に3cm銃塔を装備した。8隻が製造に着手したが、S-100の設計要目で完成した。同型艦はS-139～S-146。
その他建造されたSボート
S-147～S-150　
S-187～S-194　
S-219～S-228　
S-301～S-500　
S-701～S-800
未成のSボート
S-307～S-321